# Лудвиг фон Йотинген-Йотинген
Лудвиг фон Йотинген-Йотинген (на немски: Ludwig von Oettingen-Oettingen; * 30 юни 1559; † 31 март 1593 в Йотинген) е граф на Йотинген-Йотинген в Швабия, Бавария.
Той е син на граф Лудвиг XVI фон Йотинген-Йотинген (1508 – 1569) и първата му съпруга графиня Маргарета фон Пфалц-Люцелщайн (1523 – 1560), извънбрачна дъщеря на курфюрст Лудвиг V фон Пфалц (1478 – 1544) и Маргарета фон Лайен († 1547).
По-големият му брат Готфрид (1554 – 1622) подписва за себе си и за по-малките му братя Лудвиг и Албрехт Лудвиг (1565 – 1592) „Формулата на съгласието“ (Konkordienformel) от 1577 г. и „Книгата на съгласието“ (Konkordienbuch) от 1580 г.
Лудвиг фон Йотинген-Йотинген се жени на 14 май 1587 г. във Вестхофен за графиня Маргарета Сидония фон Даун-Фалкенщайн, внучка на граф Вирих V фон Даун-Фалкенщайн († 1546), дъщеря на граф Себастиан фон Даун-Фалкенщайн, годподар на Оберщайн (ок. 1540 – сл. 1558) и вилд- и Рейнграфиня Елизабет фон Залм-Даун-Нойфвил (1540 – 1579), дъщеря на Филип Франц фон Залм-Даун-Нойфвил и Мария Египтиака фон Йотинген-Йотинген. Те нямат деца.
Лудвиг фон Йотинген умира на 31 март 1593 г. в Йотинген на 33 години.